# Montcorbau
Montcorbau es una población del municipio de Viella y Medio Arán que cuenta con 21 habitantes, situado en la comarca del Valle de Arán en el norte de la provincia de Lérida (España). 
Dentro del Valle de Arán forma parte del tercio de Marcatosa. 
Se encuentra a una altitud de 1222 metros, situado cerca de las poblaciones de Mont y Vilac, se accede por la carretera que da también acceso a las poblaciones anteriores.

## Monumentos y lugares de interés
- Iglesia de San Esteban, con origen de estilo románico y posteriormente gótico y barroco, de los siglos XV al XVIII.[2][3]

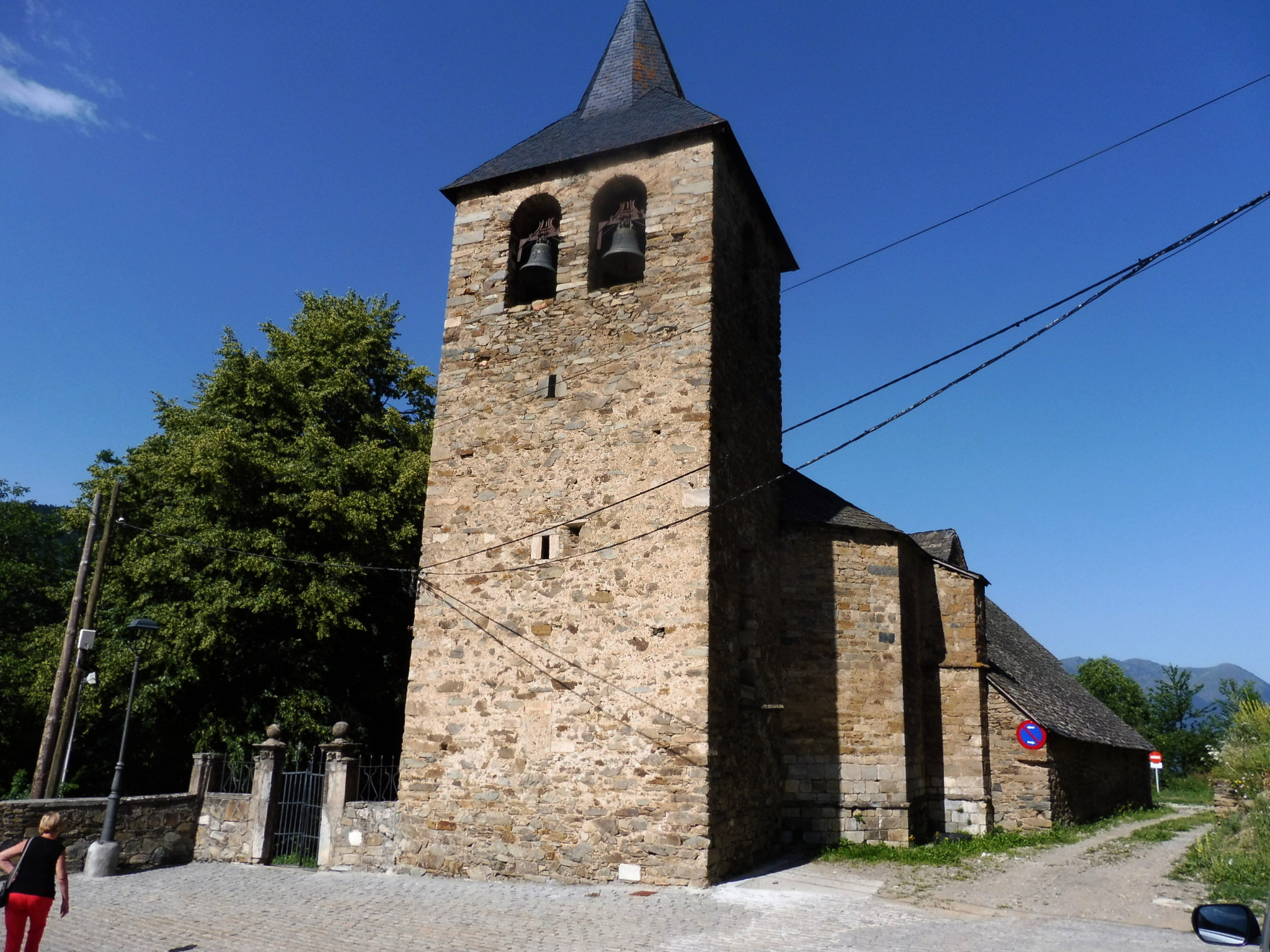
Iglesia de San Esteban